# Хмелевое (Кораблинский район)
Хмелевое — деревня в Кораблинском районе Рязанской области России, входит в состав Пустотинского сельского поселения.

## Название
Название деревни (поселка) по земельному участку.

## География
Хмелевое находится в северо-восточной части Кораблинского района.
Ближайшие населённые пункты:

— деревня Малые Выселки в 2 км к северо-западу по асфальтированной дороге;

— деревня Кирилловка (Сапожковский район) в 3,2 км к югу по асфальтированной дороге.
Природа
Южнее деревни находится хвойный лес, к западу произрастает молодняк.
Восточнее протекает река Мостья, она делает большой изгиб в этом месте.

## История
Поселок Хмелевой возник после 1917 года. Обществу крестьян Пустотино-Кисловского принадлежал земельный участок под названием Хмелевой. 
В 1919 году была выделена «мужу вдове Кудинкиной Петру Кудинкину… усадьба в Хмелевом». У Кудинкиной не хватило средств на переезд и строительство. Она осталась в селе. 
22 мая 1923 года общее собрание граждан Пустотинского общества Кисловского приняло решение выделить Хмелевскому поселку в числе 404 душ землю на каждую живую душу из общего числа земли общества. 

## Население
| 2010 |
| ---- |
| 35   |

## Транспорт
В южной части деревню пересекает автотрасса соединяющая Кораблино и Сапожок.